# 상용차매거진

상용차매거진은 트럭, 버스, 특장차, 부품 등 상용차 관련제품 및 업계에 대한 전문적인 정보를 제공하는 월간지로 (주)상용차정보에서 발행하고 있다.

## 연혁
2010년 4월 격월지로 발행을 시작하여 2014년 12월 월간지로 전환하였으며 2020년 2월 현재 제 81호가 발행되었다.

## 같이 보기
- 트럭스앤파츠
- 상용차신문
- 상용차 DB